# Johan Huizinga
Johan Huizinga (født 7. december 1872 i Groningen, død 1. februar 1945 i De Steeg nær Arnhem) var nederlandsk filolog og kulturhistoriker, professor i almen historie ved Universiteit Leiden.
Huizinga har skrevet arbejder i indisk filologi, men er mest kendt som forfatter til kulturhistoriske skildringer, især Herfsttij der middeleeuwen (1919, sv. Ur medeltideens höst, 1927), en studie af liv, tanker og kunst i Frankrig og Nederlandene i 13- og 1400-tallet, beskrevet som en forfaldstid. Han har også skrevet en biografi över Erasmus af Rotterdam (1925) samt Homo ludens (1938, da. Homo Ludens. Om kulturens oprindelse i leg, 1963) , en studie över legens rolle i kulturen. Han har også behandlet spørgsmålet om fremkomsten af national bevidsthed. 
Huzinga blev 1937 udenlandsk medlem af det svenske Kungliga Vetenskapsakademien.